# Juan Maldonado
Juan Maldonado, lateinisch Johannes Maldonatus, französisch Jean Maldonat (* 1533 in Gandia; † 5. Januar 1583 in Salamanca) war ein spanischer Jesuit, Hochschullehrer und Bibelerklärer in der Renaissance.

## Leben
Maldonado studierte mit etwa vierzehn Jahren an der Universität von Salamanca, dort war er Schüler von Hernán Núñez de Toledo dem Altphilologen, von Domingo de Soto der Philosophie unterrichtete und dem jesuitischen Kardinal Francisco Toledo der Theologie lehrte. 
Maldonatus trat 1562 dem Jesuitenorden bei und wurde 1564 Professor am Collège de Clermont in Paris. Seine Vorlesungen zogen viele Studenten an, darunter Martin Anton Delrio, und man beschuldigte ihn später, schädliche Lehren zu verbreiten. Er verließ Paris 1576. Seine Comentarios a los Evangelios, die nach seinem Tod erschienen, blieben lange populär. Ein Großteil seiner philosophischen und theologischen Schriften blieben aber unveröffentlicht. 
Mit Michel Montaigne, einem Cousin Delrios, verband ihn eine enge Freundschaft.

## Werke (Auswahl)
- Commentarii in quatuor evangelistas. 2 Bde., Pont-à-Mousson, 1597; span. Übers.: BAC, Madrid 1954, 3 Bde.
- Commentarii in quatuor prophetas. In Matthaeum, dans Migne, Cursus Script., 21, 341–1312, Paris 1610
- Expositio Psalmi CIX.   Mayence, 1611
- Opera varia theologica. 3 Bde. Paris, 1677 (contient les Disputationes circa sacramenta); Discours théol.inaugural de 1565, dans J.M. Prat (infra).